# Stora Lommatjärnen
Stora Lommatjärnen är en sjö i Marks kommun i Västergötland och ingår i Viskans huvudavrinningsområde.